# De Dierenmolen
De Dierenmolen is een attractie in het Belgische attractiepark Plopsaland Belgium. De attractie opende op 1 april 2017. De attractie heeft het thema van Heidi en ligt in Heidiland.
Bezoekers nemen plaats op de rug van een van de 25 dieren of op een slee. Op elk dier mag er een persoon plaatsnemen. Bij de slee zijn dit twee personen. Bezoekers vanaf een meter mogen zelfstandig een ritje maken. Onder een meter dient het kind begeleidt te worden door een persoon van 15 jaar of ouder. De begeleider dient naast het kind te staan, enkel bij de slee mag de begeleider plaatsnemen bij het kind.
De attractie werd gebouwd door de Nederlandse fabrikanten Wooddesign Amusement Rides en Vermolen Rides en is van het type "Turntable Carousel 12m". De attractie is een houten dierencarrousel, een variant op een standaard carrousel. De attractie is aangekleed in Zwitserse stijl. De molen bevat veel hout en heeft enkel bergdieren. De stijl is ook verder doorgetrokken in heel Heidiland.

## Trivia
- Deze attractie is op rustige dagen afwisselend geopend met De Vliegende Fietsen.[1]
- De Dierenmolen bevat een zogeheten 'Operator Response' knop die elke 20 seconden ingedrukt dient te worden.
- De aanleg van Heidiland, het themagebied inclusief twee attracties, een horecapunt en een winkel, was een investering van ongeveer 7 miljoen euro.
- In Holiday Park bevindt zich ook een Dierenmolen onder de naam 'Bauernhof Karussell'.[2]
- Ook in het Poolse park Majaland Kownaty staat er een Dierenmolen, daar is het te vinden onder de naam 'Zakręcona Farma'.[3]

Afbeeldingen